# 농약안전성심의위원회
농약안전성심의위원회는 농약안전관리에 필요한 사항에 대하여 농촌진흥청장에 자문하기 위하여 설치된 대한민국 농촌진흥청 소관의 자문위원회이다.

## 설치 근거
- 농약관리법 시행령 제11조

## 기능
- 위해우려 농약 등록사항 변경, 등록취소, 제조·수출입·공급 제한처분
- 농약의 안전성에 대한 조사·연구 및 평가에 관한 사항
- 농약의 안전사용 및 취급제한, 농약안전성시험의 기준 및 방법 등

## 조직
- 위원장 : 농촌진흥청 차장
- 위원 : 총 20명 (당연직 6, 위촉직 14)

## 운영
- 본회의
- 전문가위원회
  - 안전성전문위원회
  - 품목관리전문위원회
  - 기준전문위원회